# Allegoria della Virtù e del Vizio
L'Allegoria della Virtù e del Vizio è un dipinto a olio su tavola (56,5x42,2 cm) di Lorenzo Lotto, datato al 1505 e conservato nella National Gallery of Art di Washington. Si tratta della coperta protettiva del Ritratto del vescovo Bernardo de' Rossi.

## Storia
La presenza di una coperta, cioè una custodia, è una pratica diffusa per la ritrattistica dell'epoca. Le dimensioni leggermente maggiori dimostrano come la tavola fosse unita alla cornice del ritratto tramite un meccanismo scorrevole.
Venne realizzata nel 1505, come ricordava un'iscrizione sul verso andata poi perduta, che riportava anche il nome del vescovo trevigiano Bernardo de' Rossi, alla cui piccola corte il Lotto compì le sue prime opere individuali.
Il ritratto, con la sua coperta, fu portato a Parma dallo stesso vescovo, quando vi si rifugiò nel 1524, e in seguito entrò nelle collezioni Farnese. La coperta venne immessa sul mercato antiquario verso il 1803, e in seguito l'acquistò il bergamasco Giacomo Gritti, nel 1880. Venne di nuovo venduta, a Londra con Sotheby's, il 9 maggio 1934, e anni dopo fu riportata per breve tempo in Italia, da Alessandro Contini Bonacossi, che nel 1935 la cedette a Samuel H. Kress, che la portò negli Stati Uniti e nel 1939 la donò al nascente museo.

## Descrizione e stile

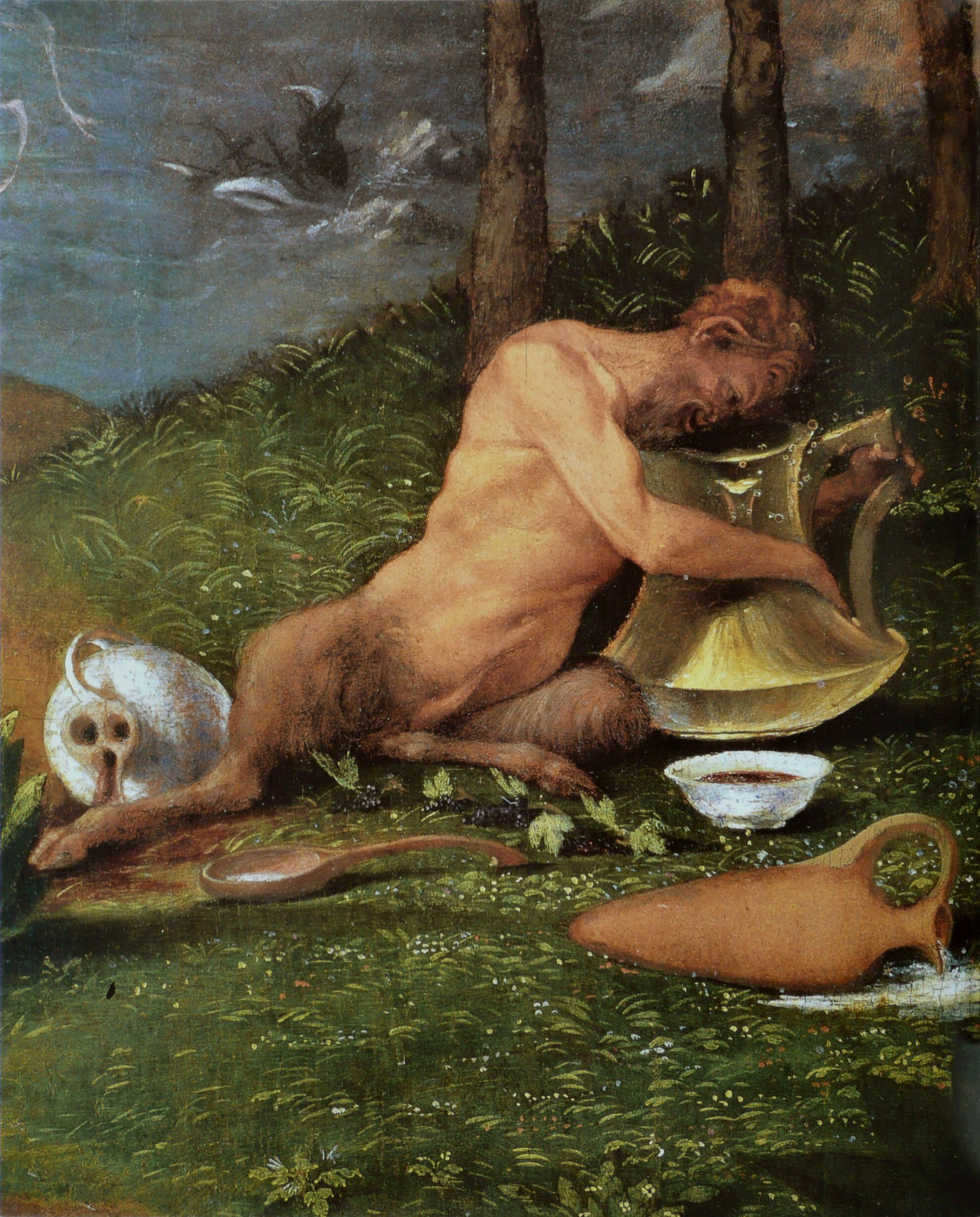
Dettaglio

Si tratta di una scena allegorica, con lo stemma araldico del vescovo de' Rossi, appoggiato su un albero al centro. L'albero divide in due la composizione e si divide in due ramificazioni, una verde e una secca. A quella secca corrisponde l'allegoria della Virtù, con un putto che gioca con alcuni libri (simbolo di sapienza) e con i simboli delle Arti liberali (flauto per la musica, quadrante per l'astronomia, compasso per l'architettura, radiante per la geometria, cartiglio per la poesia, ecc.) sullo sfondo di un putto alato che compie un cammino difficile, irto e in salita, premiato però dalla visione celeste, illuminata da strabilianti bagliori.
La metà destra invece mostra un sileno ebbro, addormentato tra i simboli del vizio, a cui corrisponde, nel paesaggio, una vallata dal cammino agevole, ma buia e cupa, in cui si vede una foresta, simbolo dello smarrimento che non fa arrivare la luce divina, e una barca che naufraga in un lago, simbolo del fallimento. La delicata resa atmosferica dei due paesaggi, turbolento ma chiaro e sereno uno, tenebroso e tempestoso l'altro, ha fatto rilevare assonanze con la resa atmosferica di opere come la Tempesta di Giorgione, che alcuni datano proprio al 1505.
Il tema deriva forse da un'incisione di Dürer, l'Ercole al bivio, dove è presente un albero analogo tra due paesaggi "moralizzati". L'accostamento di simboli e figure allegoriche è però trattato con libertà, annunciando l'interesse di Lotto per gli emblemi e significati nascosti nei ritratti.